# Том Рипли
Томас Феликс Рипли (англ. Tomas Felix Ripley) — центральный персонаж цикла романов Патриции Хайсмит и ряда экранизаций.

## Образ

### Личность
Том — эмоционально и морально нестабильный человек. Писательница Патриция Хайсмит охарактеризовала своего персонажа следующим образом: «Обходительный, располагающий, аморальный и втирающийся в доверие серийный убийца с пристрастиями к искусству», который ратует за восстановление справедливости. 
Рипли — чувственный и утончённый мужчина, живущий рутинной жизнью во Франции. Большую часть времени он занимается своим садом, рисует картины и учит иностранные языки. Источником его доходов являются деньги Ричарда Гринлифа, а позже — художественная галерея Buckmaster Gallery, а также средства, полученные от богатого отца его жены Элоизы. Он вежлив и дружелюбен.

### Психопатия
Рипли изображён как человек, у которого отсутствует совесть. Иногда он испытывает чувство сожаления: к примеру, он жалеет, что убил Дикки Гринлифа, так как тот был ему симпатичен, а убийство Фредди Майлза он назвал глупым и ненужным. Самое главное, он даже не может вспомнить всех своих жертв.
Несмотря на это, он следует своим собственным этическим соображениями: Рипли испытывает чувство отвращения к убийствам, поэтому пытается толково обосновать, почему он убивает того или иного человека. Он приходит к выводу, что единственно объяснение — «необходимость» перед страхом быть раскрытым перед полицией. Он описан как типичный психопат — интеллигентный, приятный, с изысканными манерами.
Как бы там ни было, писатель Грей Гоури, несмотря на психопатические тенденции Рипли, считает: «Он не аморален (хотя именно так его описывает его жена Элоиза), так как знает, что он делает ужасные вещи, и обращает своё внимание на это качество в других людях. Но он лишь иногда чувствует лёгкий укол совести. Он не психопат, так как способен прочувствовать жизнь и эмоции других людей».

### Сексуальная ориентация
Сама Патриция Хайсмит никогда не признавала в Томе Рипли гея или даже бисексуала, хотя допускала, что в её романах существует некое напряжение в его отношениях с мужскими персонажами. Его одержимость Дики Гринлифом граничит с сексуальной, кроме того, Рипли никогда не рассматривает свою собственную жену как объект желания. В романе «Мистер Рипли под землёй» выясняется, что во время их медового месяца он показал себя несостоятельным мужчиной в постели.
В интервью 1982 года Хайсмит так прокомментировала данную сторону жизни Тома: «Я склонна считать, что его потребности в сексе скромны. Он не силён в проявлении эмоций, возможно, в нём присутствует некая гомосексуальность, хотя у него никогда не было никаких сексуальных контактов с мужчинами. Он просто равнодушен к сексу». В том же интервью автор замечает, что он хорошо ладит со своей женой, на что Хайсмит ответила: «Ну, тут дело в том, чтобы встретить того человека».
В интервью от 1988 года Хайсмит заметила: «Я не думаю, что Рипли — гей. Он ценит в мужчинах внешность, это правда. Он женат. Скорее, он не самый лучший любовник, но он всё же занимается сексом со своей женой».

## Жертвы Тома Рипли
В пяти романах Том Рипли лично убил 10 человек и так или иначе стал причиной смерти ещё пятерых.
| Книга                    | Убийство                                                                            | Стал причиной смерти                |
| ------------------------ | ----------------------------------------------------------------------------------- | ----------------------------------- |
| Талантливый мистер Рипли | Дикки Гринлиф, Фредди Майлз (Питер Смит-Кингсли - был убит в фильме, но не в книге) | -                                   |
| Мистер Рипли под землёй  | Томас Марчисон                                                                      | Бернард Тафтс                       |
| Игра Рипли               | Анджело Липпари, Филлипо Туролли, Алфиори, Понти, двое мафиози                      | Джонатан Тревинни, Вито Марчанджело |
| Тот, кто шёл за Рипли    | Итальянец-похититель                                                                | -                                   |
| Мистер Рипли под водой   | -                                                                                   | Дэвид Притчард, Дженис Притчард     |

## Появления

### Радио
В 2009 году радиостанция BBC Radio 4 выпустила адаптацию всех пяти книг в формате радиоспектакля, роль Рипли исполнил актёр Иэн Харт.

### Театр
В 2010 году книгу «Талантливый мистер Рипли» перенесли на сцену в постановке Northampton’s Royal Theatre, главные роли исполнили: Кайл Сольер (Том), Сэм Хьюэн (Дики), Мишель Райан (Мардж). Том Рипли появляется в виде призрака, намеревающегося убить писательницу Патрицию Хайсмит в пьесе Джоанны Мюррей Смит «Швейцария» (англ. Switzerland) 2014 года. В постановке Sydney Theatre Company роль Тома исполнил Эймон Фаррен.

### Кино
- 1960: На ярком солнце (Тома играет Ален Делон)
- 1977: Американский друг (Тома играет Деннис Хоппер)
- 1999: Талантливый мистер Рипли (Тома играет Мэтт Деймон)
- 2002: Игра Рипли (Тома играет Джон Малкович)
- 2005: Возвращение мистера Рипли (Тома играет Барри Пеппер)
- 2024: Рипли (Тома играет Эндрю Скотт)

### Телевидение
Роман «Талантливый мистер Рипли» был адаптирован для эпизода американского сериала-антологии Studio One, вышедшего в январе 1956 года. 
В эпизоде Patricia Highsmith: A Gift For Murder (1982) английского телесериала The South Bank Show, снятого по мотивам книги «Мистер Рипли под землёй», главную роль сыграл Джонатан Кент.
В 2015 году журнал The Hollywood Reporter сообщил, что несколько компаний планируют запустить телевизионный сериал по мотивам книг Хайсмит. В следующем году Deadline Hollywood объявил, что новым шоу занимается сценарист Нил Кросс — проект уже год находится в разработке у компании Endemol Shine Studios. 
В 2019 году телеканал Showtime заказал съёмки сериала «Рипли» под руководством режиссёра и сценариста Стивена Заиллиана, заменившего Кросса, с актёром Эндрю Скоттом в главной роли Тома Рипли.

## Критика
Кинокритик Роджер Эберт описал Рипли как «очаровательного и образованного монстра». Журнал Book поставил Тома Рипли на 60-е место в списке лучших  литературных персонажей XX века.